# Bande Nalla Sandra, Anekal
Bande Nalla Sandra là một làng thuộc tehsil Anekal, huyện Bangalore Urban, bang Karnataka, Ấn Độ.